# Stefan Örn
Stefan Örn (Gällstads församling, Älvsborgs län, 9 janvier 1975) est un compositeur et guitariste suédois, membre du groupe Apollo Drive. 
Il est un des compositeurs des chansons qui représentent l'Azerbaïdjan au Concours Eurovision de la chanson en 2010 (Drip Drop) et en 2011 (Running Scared), cette dernière est la chanson gagnante de 2011,.
Il grandit à Dalstorp et a été footballeur avec ses deux frères dans l'équipe Grimsås IF.